# Kayin-Staat
Koordinaten: 16° 54′ N, 97° 39′ O
Der Kayin-Staat (birmanisch ကရင်ပြည်နယ်, BGN/PCGN: kayinbyinè), auch Karen-Staat genannt, ist eine der 15 Verwaltungseinheiten von Myanmar. Benannt ist er nach dem Volk der Karen (Kayin).

## Geografie
Der Kayin-Staat liegt im Osten von Myanmar. Er grenzt im Norden an die Mandalay-Region und im Westen an die Bago-Region und den Mon-Staat. Im Nordosten grenzt er an den Kayah-Staat, und im Osten bildet er die Staatsgrenze zu Thailand und grenzt hier an die Provinzen Kanchanaburi, Tak und Mae Hong Son. Die Hauptstadt des Kayin-Staats ist Hpa-an.

## Bevölkerung
Die Mehrheit der Bevölkerung stellt das Volk der Karen, das vor 2700 Jahren aus der Mongolei kommend über Tibet, dem Fluss Saluen folgend, das Gebiet des heutigen Kayin-Staats besiedelt hat. Andere Karen-Gruppen folgten dem Mekong und dem Irrawaddy. Viele Karen im heutigen Myanmar siedeln außerhalb des Karen-Staats, besonders in der Yangon-Region und der Tanintharyi-Region, aber auch im Mon-Staat.

## Geschichte
Der Kayin-Staat ist Ort des bis heute am längsten andauernden Nationalitätenkonflikts der Erde. Seit der Unabhängigkeit Myanmars 1948 kämpft die Karen National Union (KNU) für ein unabhängiges Land mit Namen Kawthoolei.
Die myanmarische Militärregierung, auch Staatsrat für Frieden und Entwicklung genannt, investierte in der Vergangenheit sehr wenig in die staatliche Infrastruktur wie Schulen, Kliniken, und Krankenhäuser. Die Mehrheit der Bevölkerung sieht in der KNU die eigentlich legitime Regierung des Kayin-Staats. Die Zentralregierung versucht, mit Umsiedlungen den Widerstand in dem gebirgigen Staat zu brechen. Auch kam es zu Konflikten zwischen christlichen und buddhistischen Karen (Democratic Karen Buddhist Army). Seit 2006 läuft eine verstärkte Offensive der Armee gegen die KNU, in deren Zuge Hunderte Dörfer zerstört und Zehntausende Zivilisten vertrieben wurden.
Viele Menschen aus dem Kayin-Staat leben in Flüchtlingslagern in den thailändischen Grenzprovinzen Kanchanaburi, Mae Hong Son und besonders in Mae Sot. Hunderttausende verstecken sich im Dschungel vor dem Zugriff der myanmarischen Armee.

## Distrikte

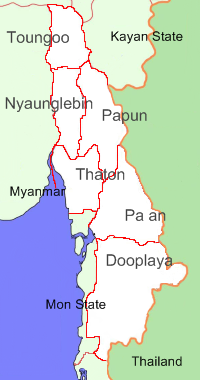
Distrikte im Kayin-Staat

Der Kayin-Staat ist in 6 Distrikte gegliedert.
- Toungoo-Distrikt
- Nyaunglebin-Distrikt
- Papun-Distrikt
- Thaton-Distrikt
- Pa'an-Distrikt
- Dooplaya-Distrikt